# Mường Bằng
Mường Bằng là một xã thuộc huyện Mai Sơn, tỉnh Sơn La, Việt Nam.
Xã có diện tích 68,39 km², dân số năm 1999 là 5.048 người, mật độ dân số đạt 74 người/km².